# Saison 2015 des Cubs de Chicago
La saison 2015 des Cubs de Chicago est la 140e saison en Ligue majeure de baseball pour cette équipe.
En troisième place de la division Centrale de la Ligue nationale derrière les 100 victoires des Cardinals de Saint-Louis et les 98 des Pirates de Pittsburgh, les Cubs de 2015 sont en 2015 la deuxième équipe la plus jeune du baseball (derrière Houston) et remportent 97 victoires contre 65 défaites pour signer leur meilleure performance depuis 2008 et leur première saison gagnante depuis 2009. Qualifiés avec Pittsburgh pour le match de meilleur deuxième, les Cubs passent en séries éliminatoires pour la première fois depuis 2008 et remportent leur premier match éliminatoire depuis 2003. Ils remportent ensuite pour la première fois en 99 ans une série éliminatoire au Wrigley Field de Chicago lorsqu'ils triomphent de Saint-Louis en Série de division. Ils sont éliminés en 4 matchs par les Mets de New York dans la Série de championnat de la Ligue nationale, à laquelle ils participent pour la première fois en 12 ans.
Trois des joueurs les plus prometteurs de la jeune franchise font leurs débuts dans les majeures avec les Cubs au cours de la saison régulière : Kris Bryant (recrue par excellence de la Ligue nationale en 2015), Addison Russell et Kyle Schwarber. Le lanceur droitier Jake Arrieta lance pour Chicago un match sans point ni coup sûr le 30 août 2015, maintient une moyenne de points mérités de 1,77 durant la saison et réalise une seconde moitié de campagne historique avec la meilleure moyenne de points mérités (0,75) jamais enregistrée dans l'histoire après la pause du match des étoiles.

## Contexte
La saison 2014 est la 5e campagne perdante de suite pour les Cubs. Malgré 7 victoires de plus qu'en 2013, ils terminent au 5e rang de la division Centrale de la Ligue nationale avec 73 succès et 89 défaites. Mais la saison est porteuse d'espoir pour l'avenir : Anthony Rizzo et Starlin Castro rebondissent après de mauvaises saisons 2013, les jeunes Jake Arrieta et Kyle Hendricks font bonne figure dans la rotation de lanceurs partants, Héctor Rondón s'impose comme stoppeur de qualité, et plusieurs étoiles en devenir font leurs débuts dans le baseball majeur pour Chicago en 2014 : Jorge Soler, Javier Baez et Arismendy Alcantara.

## Intersaison

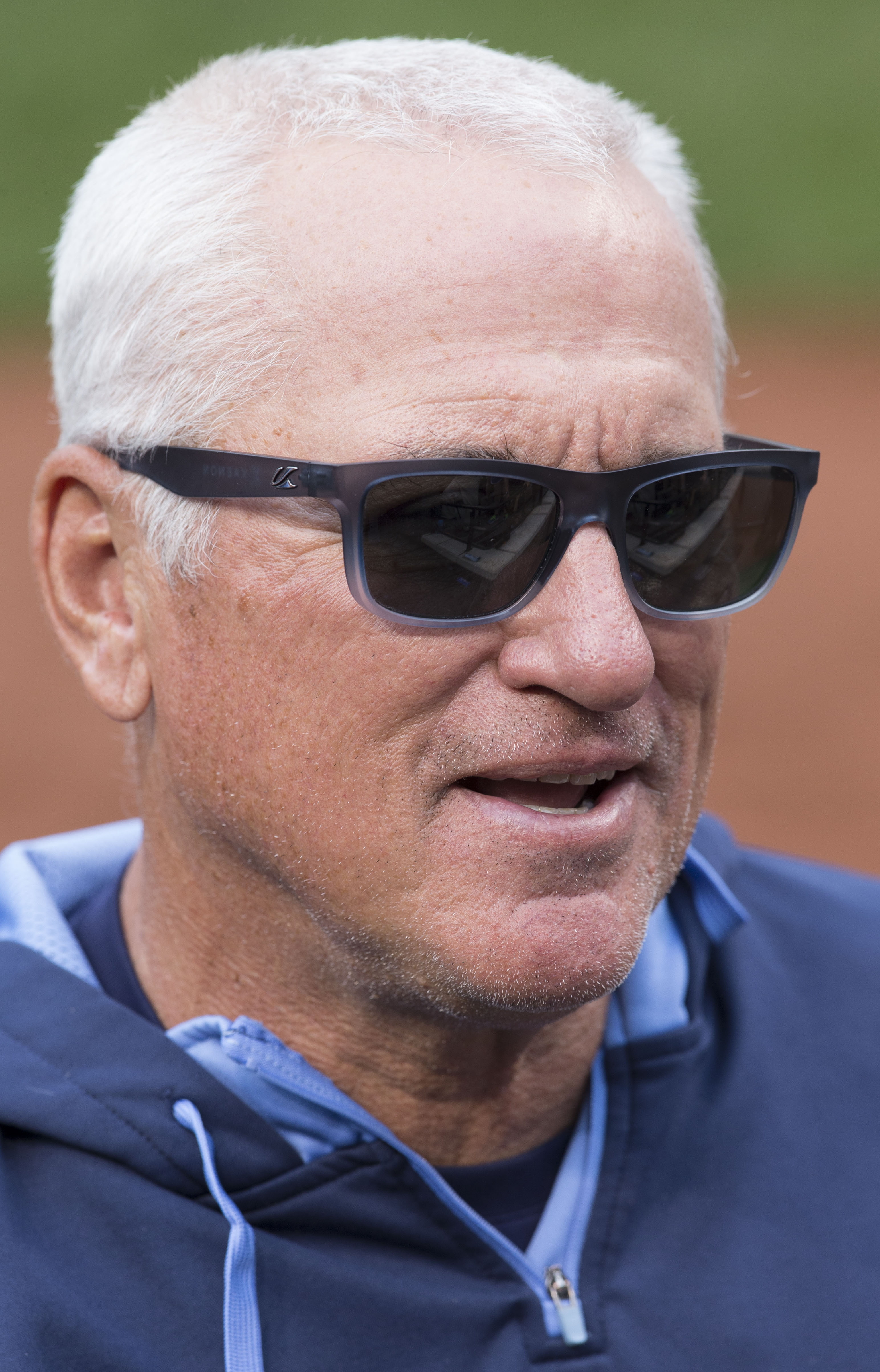
Joe Maddon dirige les Cubs à compter de 2015.

Encouragés par l'arrivée de nouveaux talents développés dans leur réseau de clubs affiliés en ligues mineures, par la progression de leurs jeunes joueurs au niveau majeur, par l'acquisition du prometteur Addison Russell, un joueur d'arrêt-court obtenu dans un échange avec les A's d'Oakland en juillet 2014, et par l'entrée imminente dans les grandes ligues du joueur de troisième but Kris Bryant, les Cubs semblent disposés à mettre tout en œuvre en 2015 pour faire oublier des années de médiocrité. Dans son bilan de fin de saison 2014, le président Theo Epstein annonce ses couleurs et prévoit que les Cubs livreront une chaude lutte à leurs adversaires de la division Centrale en 2015. La première étape est l'embauche le 31 octobre 2014 d'un des gérants les plus estimé du baseball : Joe Maddon. Après avoir démissionné du poste qu'il occupait depuis 9 ans chez les Rays de Tampa Bay, Maddon signe un contrat de 25 millions de dollars pour 5 ans et remplace Rick Renteria à la barre des Cubs.

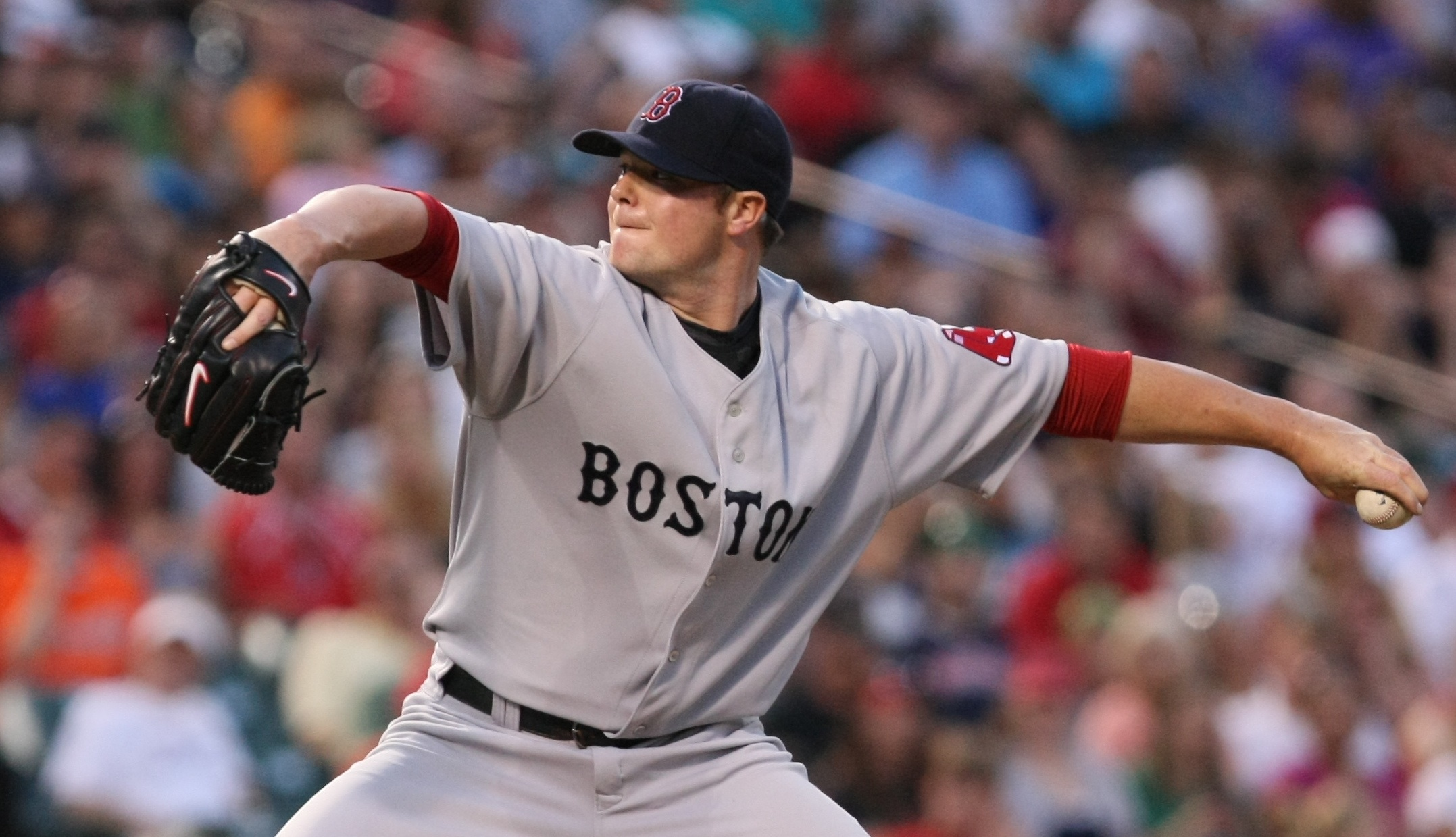
Le lanceur étoile Jon Lester est en décembre 2014 engagé par les Cubs pour 6 saisons.

Le 15 décembre 2014, le club de Chicago frappe un autre grand coup avec la mise sous contrat, à raison de 155 millions de dollars pour 6 ans, du lanceur partant gaucher Jon Lester, un gagnant de deux Séries mondiales chez les Red Sox de Boston devenu agent libre quelques semaines après avoir été échangé à Oakland pour terminer la saison précédente. Les Cubs attirent aussi un autre ancien des Red Sox, le receveur substitut David Ross.
Le 12 décembre 2014, Chicago rapatrie le lanceur partant droitier Jason Hammel, qui avait été échangé à Oakland en juillet précédent alors qu'il écoulait la dernière année de son contrat. Hammel est de retour chez les Cubs fort d'une entente de deux saisons.
Le 19 décembre 2014, le releveur droitier Jason Motte, ancien stoppeur des Cardinals de Saint-Louis, signe un contrat d'un an avec Chicago.
Le 19 janvier 2015, les Cubs cèdent le joueur de troisième but Luis Valbuena et le lanceur droitier Dan Straily aux Astros de Houston en retour de le voltigeur Dexter Fowler. Le départ de Valbuena ouvre une place au troisième but pour Kris Bryant, nommé meilleur joueur des ligues mineures en 2014.

## Calendrier pré-saison
L'entraînement de printemps 2015 des Cubs se déroule du 5 mars au 4 avril.

## Saison régulière
La saison régulière de 162 matchs des Cubs débute le 5 avril au Wrigley Field de Chicago, où est joué contre les Cardinals de Saint-Louis le tout premier match de la saison 2015 du baseball majeur. Le calendrier régulier se termine le 4 octobre suivant.

### Classement
| Ligue nationale division Centrale | V   | D  | %    | Diff. | Diff. (séries) |
| --------------------------------- | --- | -- | ---- | ----- | -------------- |
| Cardinals de Saint-Louis          | 100 | 62 | ,617 | -     | -              |
| Pirates de Pittsburgh             | 98  | 64 | ,605 | 2     | +1             |
| Cubs de Chicago                   | 97  | 65 | ,599 | 3     | -              |
| Brewers de Milwaukee              | 68  | 94 | ,420 | 32    | 29             |
| Reds de Cincinnati                | 64  | 98 | ,395 | 36    | 33             |

### Avril
- 17 avril : Kris Bryant, le prospect numéro un des Cubs, fait contre les Padres de San Diego à Wrigley Field ses débuts dans le baseball majeur[25].

### Mai
- 27 mai : Le lanceur Jon Lester des Cubs bat établit un nouveau record du baseball majeur pour le plus grand nombre de présences officielles au bâton sans réussir son premier coup sûr en carrière : il dépasse l'ancienne marque de 57 présences sans coup sûr de Joey Hamilton[26], un autre lanceur, en 1994 et 1995.

### Juin
- 3 juin : Kris Bryant, des Cubs, est élu meilleure recrue du mois de mai 2015 dans la Ligue nationale[27].

### Juillet
- 25 juillet : La série record des Cubs de 7 920 parties consécutives sans être victimes d'un match sans coup sûr prend fin, lorsque Cole Hamels des Phillies de Philadelphie réalise la performance à Chicago. C'est le premier match sans coup sûr face aux Cubs en près de 50 ans, soit depuis le match parfait de Sandy Koufax contre eux le 9 septembre 1965[28].

### Août
- 27 août : Les Cubs font l'acquisition du stoppeur Fernando Rodney des Mariners de Seattle[29].
- 30 août : Jake Arrieta, des Cubs, lance à Los Angeles le 14e match sans point ni coup sûr de l'histoire des Cubs dans une victoire de 2-0 sur les Dodgers[30].

### Septembre
- 3 septembre : Jake Arrieta et Kris Bryant, des Cubs, sont respectivement nommés lanceur du mois et recrue du mois d'août 2015 dans la Ligue nationale[31].
- 11 septembre : Kris Bryant bat le record d'équipe de points produits en une saison par une recrue, dépassant les 86 de Billy Williams en 1961[32] et Geovany Soto en 2008[33].
- 22 septembre : Kris Bryant bat le record des Cubs pour les coups de circuit en une saison par une recrue, dépassant les 25 de Billy Williams en 1961[34].
- 25 septembre : L'élimination des Giants de San Francisco de la course au meilleur deuxième de la Ligue nationale assure aux Cubs de participer aux séries éliminatoires pour la première fois depuis 2008[4].
- 29 septembre : Anthony Rizzo, des Cubs, est le second joueur de l'histoire après Don Baylor en 1986 à réaliser un exploit insolite : frapper au moins 30 circuits et être atteint par un lancer au moins 30 fois dans la même saison[35].
- 30 septembre : Avec un total de 207 retraits sur des prises en 2015, Jon Lester bat l'ancien record d'équipe pour un lanceur gaucher qui avait été établi par Ken Holtzman avec 202 en 1970[36].

### Octobre
- 4 octobre : Les lanceurs des Cubs terminent 2015 avec 1 431 au total, un nouveau record de la Ligue nationale qui surpasse la précédente marque de 1 404 que le club avait établie en 2003[37].
- 5 octobre : Jake Arrieta couronne sa deuxième moitié de saison historique[38] pour les Cubs en ajoutant à son titre de meilleur lanceur du mois d'août 2015 celui de meilleur lanceur de septembre dans la Ligue nationale[39].

## Affiliations en ligues mineures
| Niveau            | Équipe                   | Ligue                         |
| ----------------- | ------------------------ | ----------------------------- |
| AAA               | Cubs de l'Iowa           | Ligue de la côte du Pacifique |
| AA                | Smokies du Tennessee     | Southern League               |
| A-Advanced        | Pelicans de Myrtle Beach | Florida State League          |
| A                 | Cubs de South Bend       | Midwest League                |
| A (saison courte) | Emeralds d'Eugene        | Northwest League              |
| Ligue des recrues | Arizona League Cubs      | Arizona League                |
| Ligue des recrues | DSL Cubs                 | Dominican Summer League       |
| Ligue des recrues | VSL Cubs                 | Venezuelan Summer League      |